# Presa di Ormuz (1622)
La presa di Hormuz vide la conquista della città-stato di Hormuz da parte di una forza di spedizione combinata tra una piccola flotta della Compagnia britannica delle Indie orientali e un contingente di soldati dell'Impero Safavide, dopo un periodo di assedio di dieci settimane, per consentire una via di accesso per il commercio tra Impero Safavide e Compagnia delle Indie Orientali. Prima della cattura di Hormuz, i portoghesi mantennero l'isola per mezzo del Forte di Nossa Senhora da Conceição per oltre un secolo, a partire dal 1507, quando il generale portoghese Afonso de Albuquerque fece edificare il forte dopo la conquista dell'isola; ottenendo così il pieno controllo del commercio tra continente europeo e l'India attraverso il Golfo persico. Lo storico Stephen Neill ha affermato che "la cattura di Hormuz da parte della forza congiunta anglo-persiana comportò un totale mutamento nell'equilibrio di potere e nel commercio"

## L'alleanza anglo-persiana
La parte inglese della forza congiunta era composta da cinque navi da guerra e da quattro pinacce della Compagnia britannica delle Indie orientali. I portoghesi erano entrati in conflitto con l'Impero Safavide, ed un contingente persiano stava già assediando il forte portoghese di Qeshm, quando chiese aiuto agli inglesi per assediare anche il forte di Hormuz. 

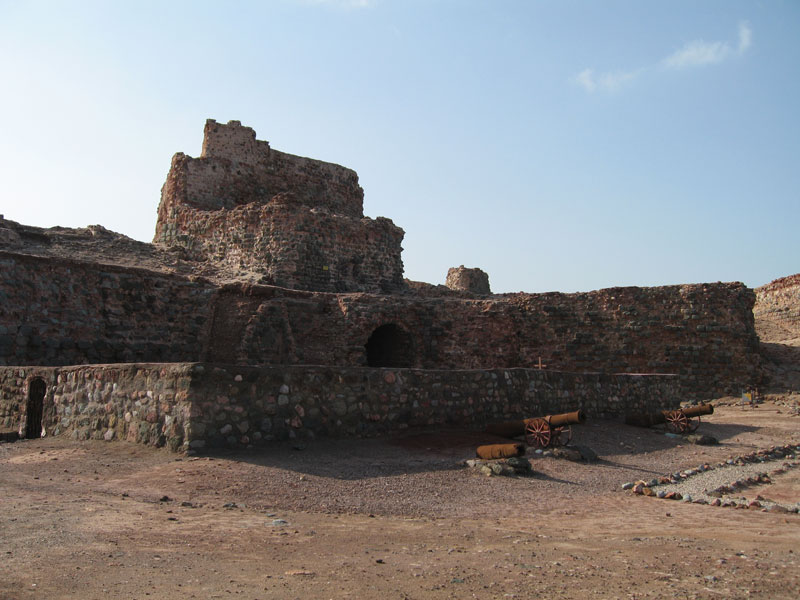
I resti della fortezza portoghese di Hormuz

La richiesta di aiuto fu fatta per volontà dello scià safavide 'Abbas I il Grande, e fu così che il comandante persiano Imam-Quli Khan, figlio del generale Allahverdi Khan, negoziò l'alleanza con gli inglesi, promettendo loro concessioni per il commercio della seta. Venne così firmato un accordo di alleanza che prevedeva il rimpatrio dei prigionieri in base alla loro fede religiosa ed il pagamento, da parte dei Persiani, della metà dei prezzi per gli approvvigionamenti della flotta.

## Le operazioni belliche
La flotta inglese giunse inizialmente a Qeshm, a circa 24 kilometri di distanza da Hormuz, per bombardare le posizioni portoghesi. Questi ultimi si arresero piuttosto velocemente, per cui le perdite inglesi furono scarse, ma compresero il celebre esploratore William Baffin.

Unitasi ai persiani, la forza congiunta salpò per Hormuz e le truppe safavidi vennero fatte sbarcare per assediare il forte portoghese. Nel frattempo la flotta inglese iniziò a bombardare il forte dal mare e affondò tutte le navi portoghesi, consentendo una veloce conquista del forte e dell'isola, che venne presa definitivamente il 22 aprile 1622. Le forze portoghesi rimaste furono costrette ad arrendersi ed a ritirarsi nella fortezza portoghese più prossima, quella della città di Mascate.

Sebbene Spagna e Portogallo fossero state unificate per mezzo di una unione dinastica, dal 1580 sino al 1640, Inghilterra e Portogallo non erano in guerra, per questo motivo le operazioni della Compagnia delle Indie Orientali ad Hormuz scatenarono le ire del Duca di Buckingham, il quale minacciò di citare in giudizio la Compagnia, ma cambiò subito idea quando ricevette dalla Compagnia la somma di 10 000 pound, quale percentuale dei proventi per la conquista di Hormuz. Anche re Giacomo I d'Inghilterra ricevette in pagamento la stessa somma, dopo aver rinfacciato alla Compagnia "vi ho liberati dalle proteste degli Spagnoli, e non mi avete ricompensato con nulla".

La conquista di Hormuz permise alla Compagnia delle Indie Orientali di aprire un canale con la Persia Safavide per il commercio del tessuto inglese e di altre merci in cambio della seta, ma ben presto questo tipo di scambi si rivelò molto difficoltoso. Tuttavia per un certo periodo di tempo ad esso si interessò l'avventuriero e viaggiatore inglese Robert Shirley.